# Шумный (Камчатский край)
Шу́мный — посёлок в Усть-Большерецком районе Камчатского края России. Находится на межселенной территории. Расстояние до районного центра, села Усть-Большерецк, составляет 151 км.

## История
Возник в 1940 году как сельскохозяйственная ферма Микояновского (Озерновского) рыбокомбината. Расположен на правом берегу реки Озерной, напротив впадения её левого притока Шумной. Поселок назван по его расположению около притока Шумной.

## Население
| 2002 | 2010 | 2012 | 2013 | 2015 | 2016 | 2018 |
| ---- | ---- | ---- | ---- | ---- | ---- | ---- |
| 0    | ↗28  | →28  | ↗29  | ↘25  | ↘24  | ↘23  |
| 2020 |      |      |      |      |      |      |
| →23  |      |      |      |      |      |      |

## Транспорт

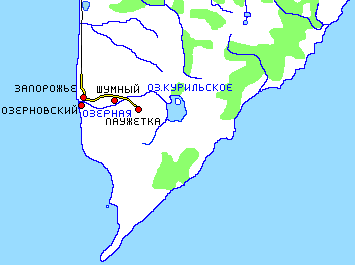
Карта юга Усть-Большерецкого района

Посёлок расположен в труднодоступном районе, есть только местная сеть автодорог, по дороге до посёлка Паужетка 19 км, до села Запорожье 8 км, а до посёлка Озерновский 10 км.